# MTV Unplugged: Live at Roundhouse, London
Albums de Biffy Clyro
Ellipsis
(2016)
MTV Unplugged : Live at Roundhouse, London est le troisième album live du groupe écossais de rock alternatif Biffy Clyro, publié le 25 mai 2018 par Warner Bros. Records. Il provient de leur prestation du 8 novembre 2017 au Roundhouse de Londres pour l'émission MTV Unplugged.

## Fiche technique

### Liste des chansons
| No  | Titre                  | Durée |
| --- | ---------------------- | ----- |
| 1.  | The Captain            | 4:35  |
| 2.  | Biblical               | 4:33  |
| 3.  | Re-arrange             | 4:10  |
| 4.  | Drop It                | 2:46  |
| 5.  | Black Chandelier       | 4:15  |
| 6.  | Folding Stars          | 3:58  |
| 7.  | Different Kind of Love | 3:22  |
| 8.  | Mountains              | 4:10  |
| 9.  | God Only Knows         | 2:23  |
| 10. | Opposite               | 4:15  |
| 11. | Small Wishes           | 3:16  |
| 12. | Bubbles                | 5:50  |
| 13. | Medicine               | 4:43  |
| 14. | Many of Horror         | 5:35  |
| 15. | Machines               | 5:05  |

### Interprètes
Biffy Clyro
- Simon Neil: chant, guitare
- James Johnston: basse, chœurs
- Ben Johnston: batterie, chœurs